# Els Filipinos
Els Filipinos és una obra modernista de Calella (Maresme) inclosa a l'Inventari del Patrimoni Arquitectònic de Catalunya.

## Descripció

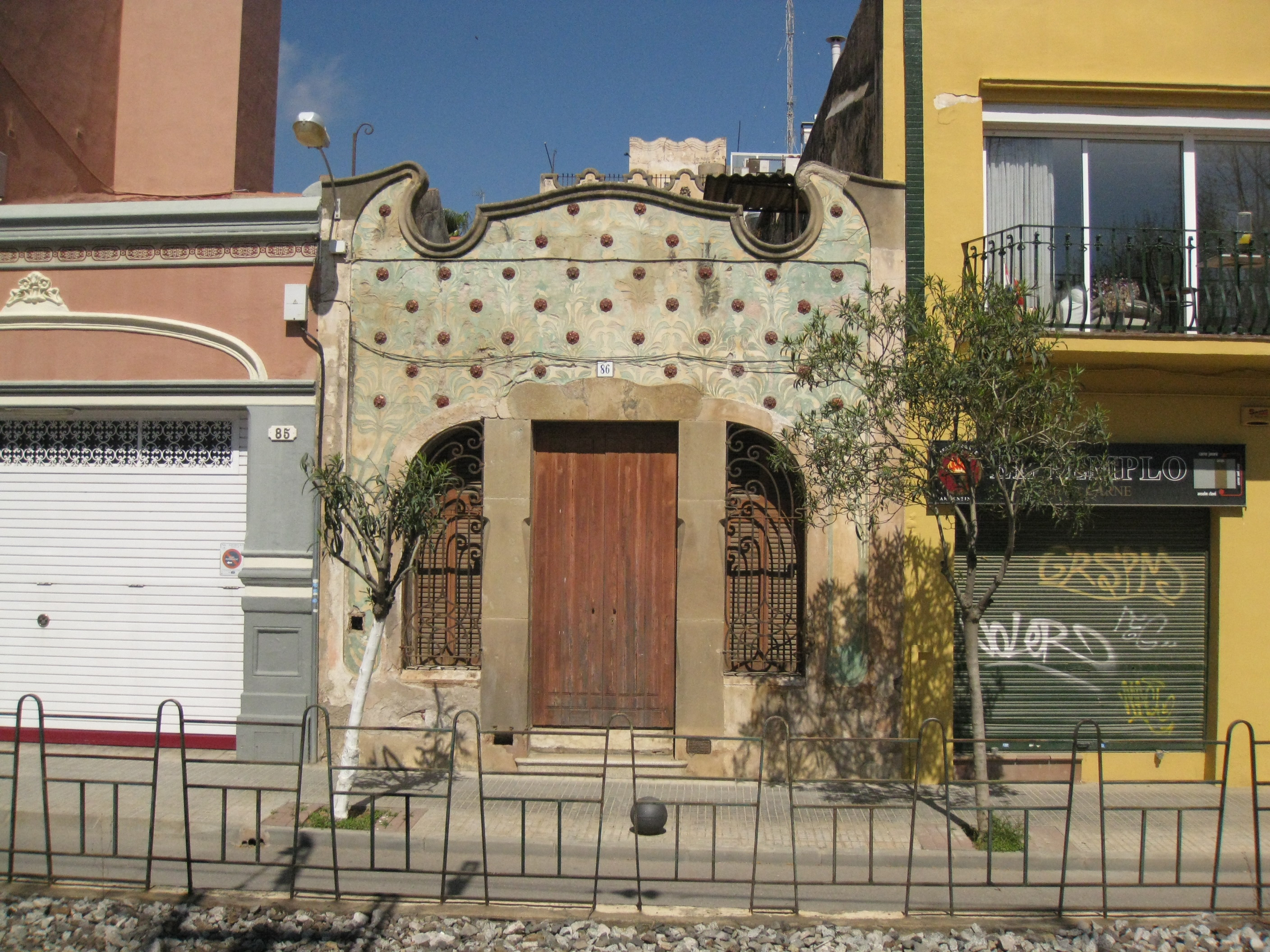
Façana del mateix edifici però entrant pel carrer Anselm Clavé.

Casa modernista entre mitgeres composta d'una edificiació principal, que dona al c/ Jovara, i un petit pavelló de planta baixa que dona al c/ Anselm Clavé. L'edifici principal, amb planta baixa i dos pisos, destaca per l'arrebossat de la façana, que utilitza els motius florals esgrafiats, les formes corbes als guardapols de les finestres i al coronament del terrat.
El petit pavelló del c/ Anselm Clavé presenta una façana modernista on destaca la porta feta de grans carreus tallats, amb finestres a ambdós costats; el conjunt de les tres obertures juntes és únic, i sembla un gran finestral dividit per dues columnes. Destaquem també el dibuix floral de l'arrebossat de la façana, de color verd i blanc. Al centre de cada flor s'hi pot veure unes roses fetes d'esmalt de color grana. Les línies corbes substitueixen les tradicionals formes rectes de la part superior de les façanes.
Aquests exemple és una de les poques mostres de l'arquitectura modernista a Calella.

## Història
El nom d'aquesta casa, "Els Filipinos", fa referència al país on els seus propietaris van fer fortuna.